# 坂出雅海
坂出 雅海（さかいで まさみ、1958年〈昭和33年〉6月24日 - ）は、日本のベーシスト。

## 来歴
1958年に埼玉県川口市で生まれる。東京都在住。中学生時代より作曲・演奏活動を始める。1982年よりヒカシューに参加。1988年～1991年 ドイツで活動。帰国後はヒカシューのベーシストとして国内外で演奏する他、iPad、ラップトップ等を駆使して即興演奏も行う。子ども番組から時代劇、コンテンポラリーダンスまで幅広い分野ですでに数百曲を作曲。さらに舞台、映像作品ではサウンドデザイナーとして音響的な演出、オペレートも行う。